# Lluís Codina Codina
Lluís Codina Codina (Taradell, Osona; 17 de febrer de 1973) és un futbolista català.
Va començar la seva carrera al Centre d'Esports l'Hospitalet i després jugà a l'Alavés amb el qui arribà a jugar a Primera divisió. Després jugà amb el CD Leganés.
La temporada 2000-2001 arribà al Gimnàstic de Tarragona per jugar a la Segona divisió B. Al Nàstic arribà a ser un dels capitans de l'equip i un dels jugadors més valorats i estimats per l'afició. Aconseguí dos ascensos a segona divisió i un a primera. Després d'aconseguir l'ascens a primera divisió, l'estiu de 2006 deixà el club per jugar a la SD Eibar.